# Budacu de Jos, Bistrița-Năsăud
Budacu de Jos mai demult Budacu Săsesc (în dialectul săsesc Budek, Buddek, în germană Deutsch-Budak, în maghiară Szászbudak, Nagybudak, Királybudak) este satul de reședință al comunei cu același nume din județul Bistrița-Năsăud, Transilvania, România.

## Istoric
Localitatea este atestată documentar din anul 1228.

## Vezi și
- Biserica de lemn din Budacu de Jos
- Biserica evanghelică din Budacu de Jos
- Șieu - Budac (sit de importanță comunitară)

## Imagini

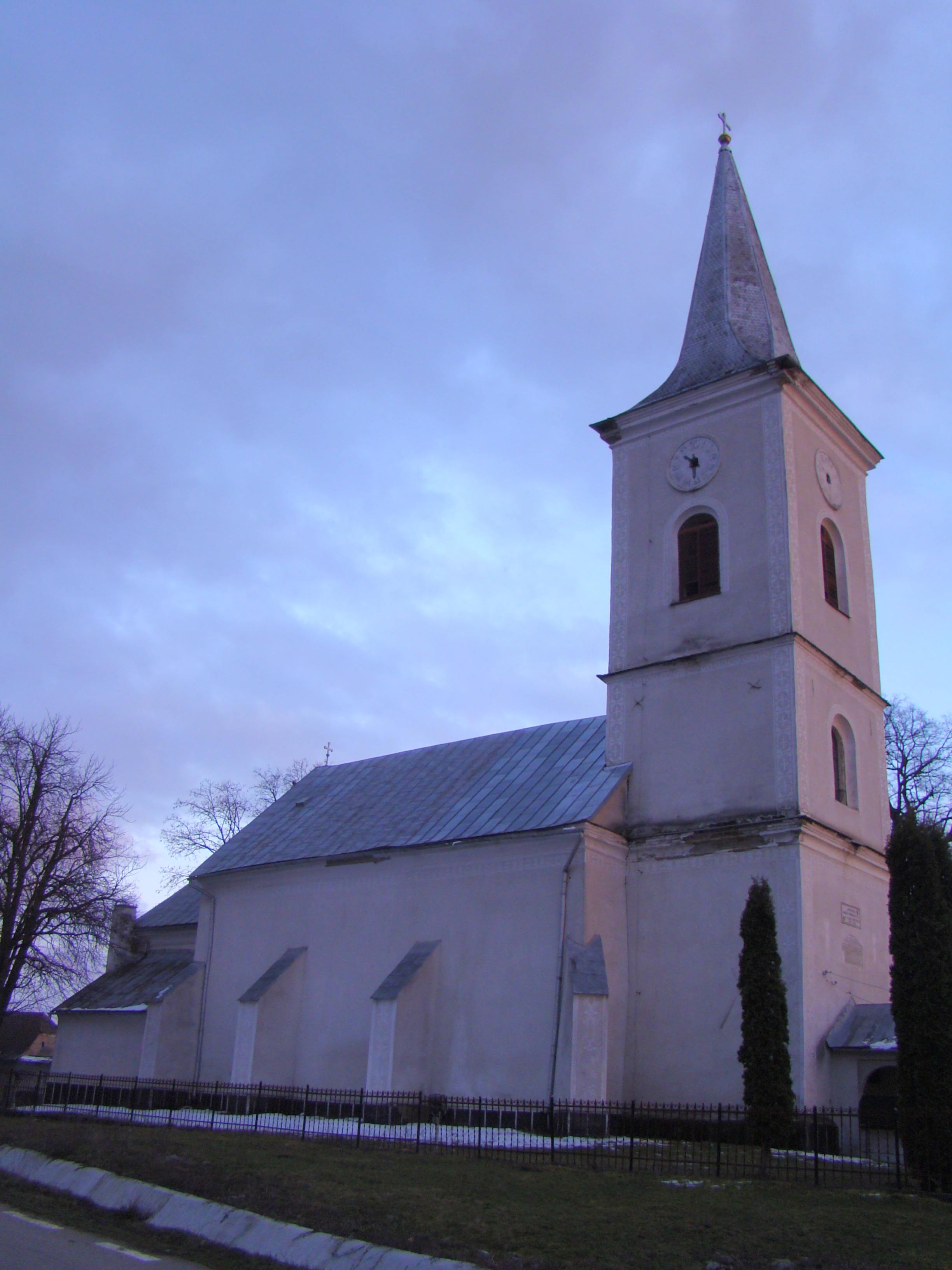
Biserica evanghelică C.A., azi biserica ortodoxă „Adormirea Maicii Domnului” (monument istoric)
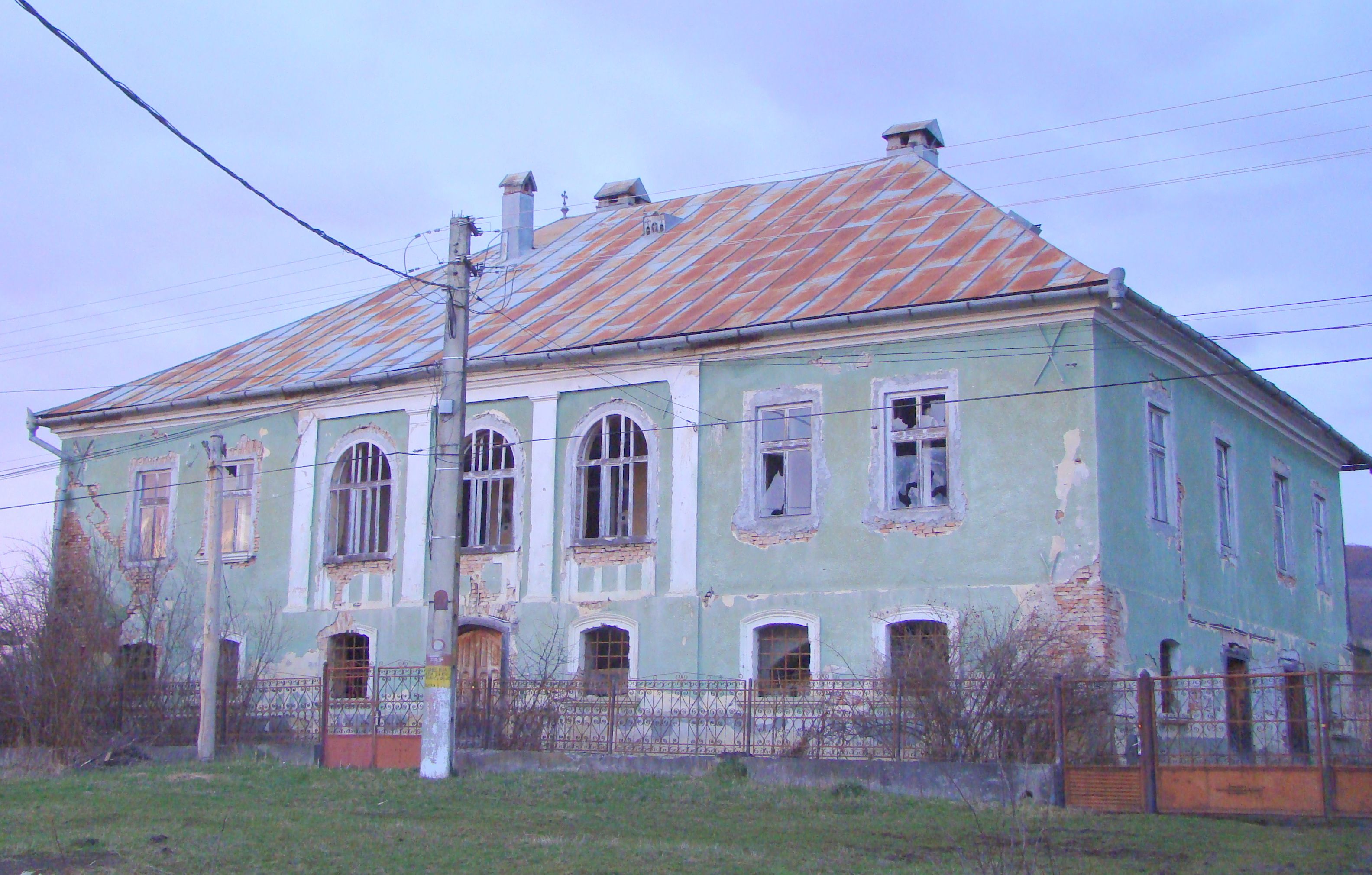
Fosta casă parohială
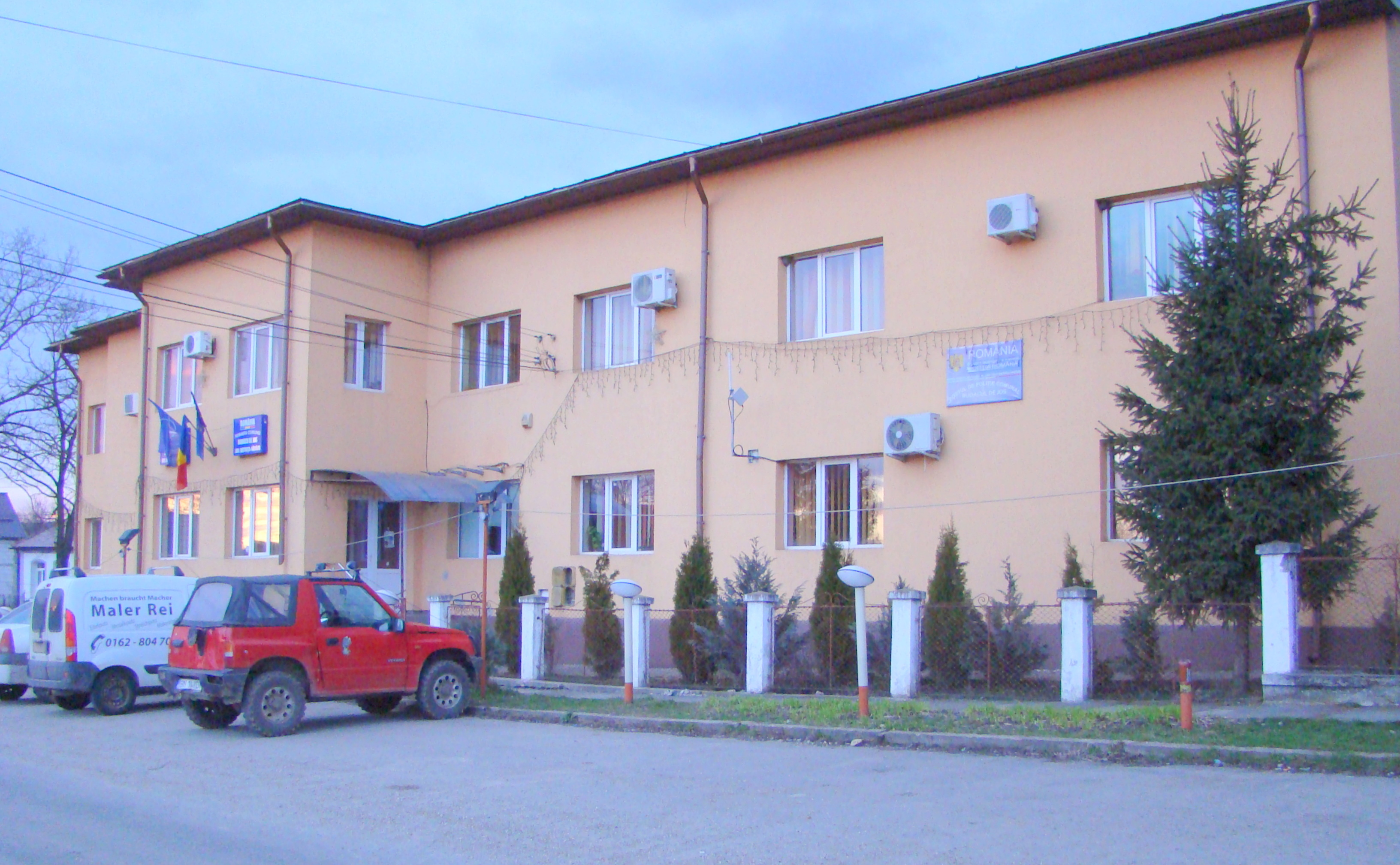
Primăria comunei Budacu de Jos
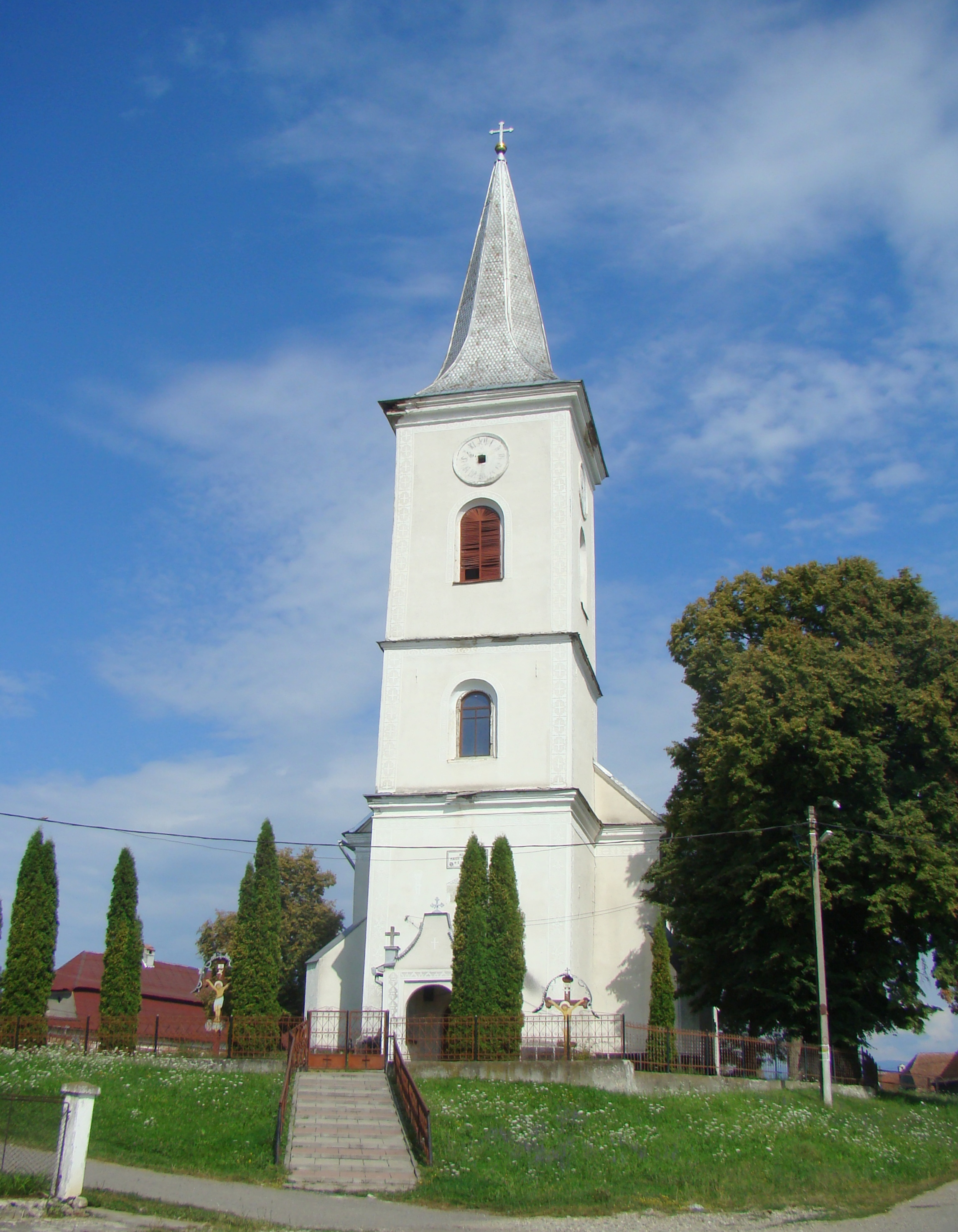
Biserica evanghelică C.A., azi biserica ortodoxă „Adormirea Maicii Domnului” (monument istoric)